# Små Antiller
De Små Antiller er en øgruppe i Caribien. Øerne er:
| - Anguilla - Dog Island - Scrub Island - Seal Island - Sombrero - Cays - Pear - Prickley - Antigua og Barbuda - Antigua - Barbuda - Redonda - Barbados - BES-øerne - Bonaire - Sint Eustatius - Saba | - Britiske Jomfruøer - Tortola - Anegada - Virgin Gorda - Jost Van Dyke - Curaçao - Dominica - Guadeloupe - Basse-Terre - Grande-Terre - La Désirade - Marie-Galante - Iles des Saintes - Iles de la Petite Terre | - Grenada - Carriacou - Ronde Island - Petite Martinique - Amerikanske Jomfruøer - Sankt Thomas - Sankt Jan - Sankt Croix - Martinique - Montserrat - Navassa - Saint-Barthélemy - Saint Kitts og Nevis - Saint Lucia - Saint Martin - Saint-Martin - Sint Maarten - Saint Vincent og Grenadinerne - Trinidad og Tobago - Turks- og Caicos-øerne |

14°N 61°V / 14°N 61°V